# Бзурска битка
Бзурската битка (на полски: Bitwa nad Bzurą, на немски: Schlacht an der Bzura) от 9 – 19 септември 1939 година е най-голямата битка в Полската кампания на Втората световна война.
Тя се води между войските на Полша и Германия при река Бзура, край град Кутно в западна Полша. Битката започва с полско контранастъпление, но германците използват значителното си числено и техническо превъзходство, за да обкръжат поляците, взимайки 170 хиляди пленници и установявайки контрол над цялата западна част на Полша.